# Koffi Kouao
Koffi Franck Kouao (sinh ngày 20 tháng 5 năm 1998) là một cầu thủ bóng đá người Bờ Biển Ngà đang thi đấu cho câu lạc bộ Metz.

## Sự nghiệp câu lạc bộ
Anh ra mắt chuyên nghiệp tại Giải bóng đá hạng nhất quốc gia Bồ Đào Nha cho Vizela vào ngày 28 tháng 1 năm 2017 trong trận đấu trước Desportivo das Aves.